# Bembidion poculare
Bembidion poculare es una especie de escarabajo del género Bembidion, familia Carabidae. Fue descrita científicamente por Bates en 1884. La combinación de cuatro marcas en los élitros y un pronoto redondeado son distintivos.
Se distribuye por América del Norte, en México y los Estados Unidos. Se encuentra en los estados de Arizona y Nuevo México.

## Hábitat
Suele frecuentar bosques de robles localizados al sur del estado de Arizona, Estados Unidos. Prácticamente vive en los robles y también en mezquites donde los suelos son húmedos y abunda la hojarasca. También se sabe que habita en Walker Canyon.

## Sinonimia
- Bembidion dilaticolle Notman, 1919.[1]